# 豐山勝男

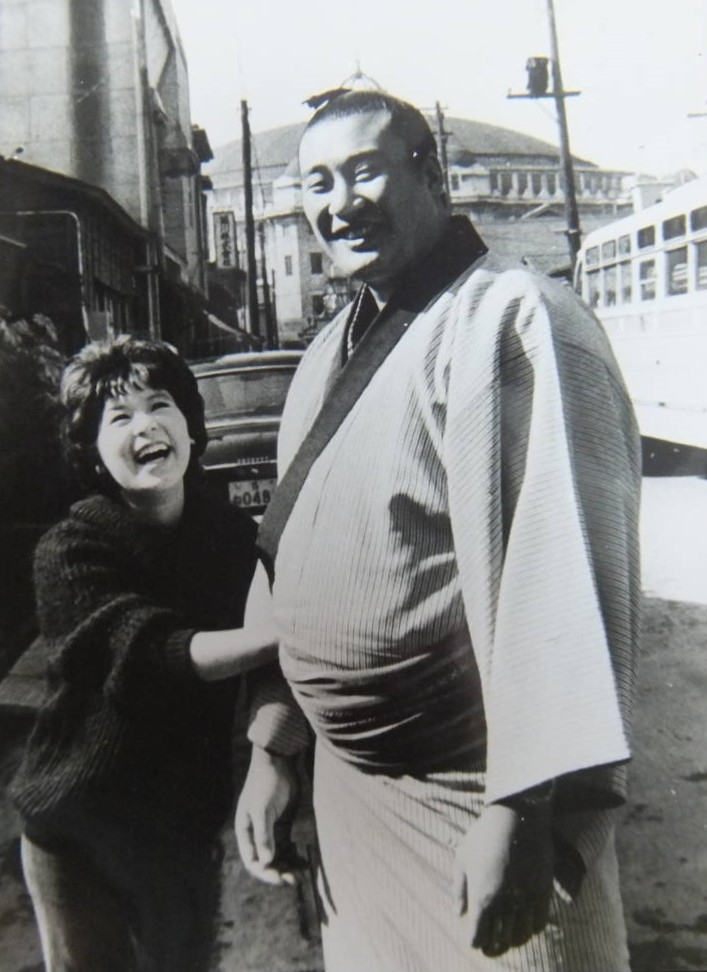

豐山勝男（1937年8月18日—），原名內田勝男，是來自日本新潟的前職業相撲選手。最高級別是東大關。儘管他從未贏得過幕內最高優勝（冠軍），但他曾經八次獲得準優勝（亞軍）。在從事職業相撲之前，他曾代表東京農業大學獲得1960年的學生橫綱，也是第一個達到大關級別的前大學選手。退休後為時津風部屋的親方。並在1998年到2002年期間，他曾擔任日本相撲協會的理事長  。